# پتاسیم لوریل سولفات
پتاسیم لوریل سولفات (به انگلیسی: Potassium lauryl sulfate) یک ترکیب شیمیایی با شناسه پاب‌کم ۶۲۵۴۹ است. 